# Edwin Muir
Edwin Muir (Deerness, 15 maggio 1887 – Swaffham Prior, 3 gennaio 1959) è stato un poeta, scrittore e traduttore britannico, uno dei principali poeti scozzesi contemporanei a scrivere in inglese.

## Biografia

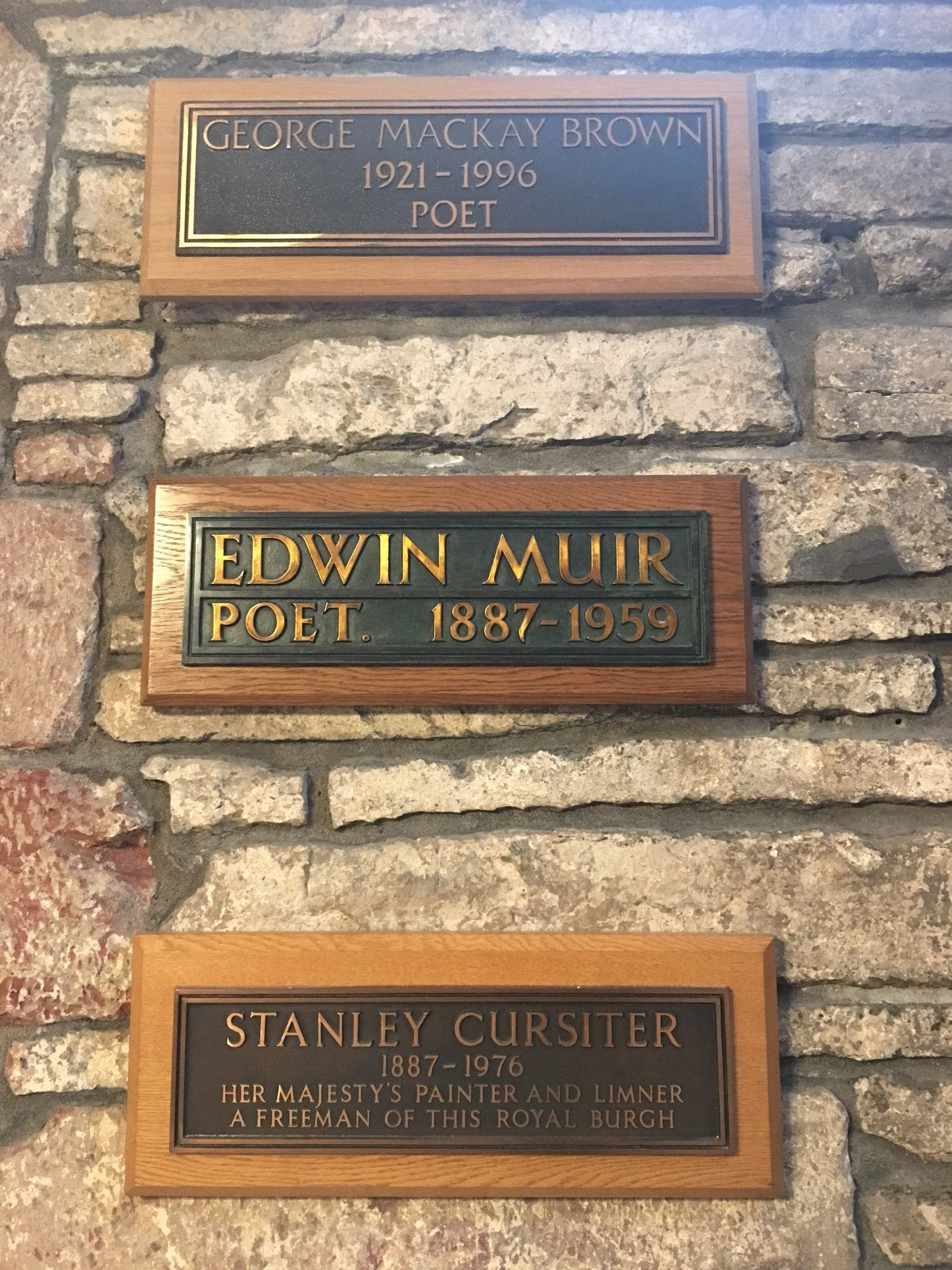
Targa commemorativa di Edwin Muir nella cattedrale Kirkwall, Orkney

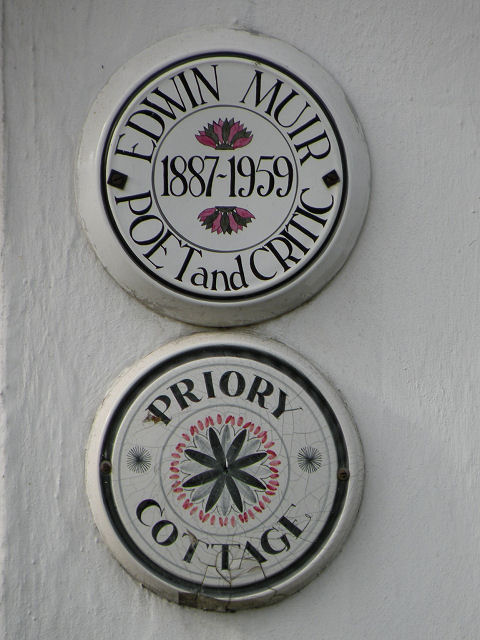
Targa commemorativa di Edwin Muir al Priory Cottage

Edwin Muir è anche ricordato per essere stato il primo traduttore delle opere di Franz Kafka in lingua inglese.
Dopo aver iniziato la sua carriera letteraria come critico e giornalista, Muir si dedicò alla poesia intorno ai trentacinque anni, e nei successivi tre decenni si caratterizzò per uno stile individuale e visionario indipendente dalla corrente principale della poesia modernista allora maggiormente diffusa,comprendendo nelle sue opere diversi filoni, quali il cristianesimo, gli archetipi junghiani, la mitologia, i sogni, il socialismo e l'ecologia.
Nelle sue opere iniziali si è spesso ispirato ai suoi ricordi d'infanzia nelle Isole Orcadi al largo della nord della Scozia, e sulle differenze tra questo idillio pastorale e la vita urbana traumatica che ha poi vissuto a Glasgow;un'infanzia popolata di personaggi da leggenda e storie di diavoli e streghe, che lo portarono a vivere anche in seguito, in tempi e luoghi più attinenti all'eterno che alla realtà.
Muir nacque in una famiglia di agricoltori che lavorò nelle isole Orkney prima di trasferirsi a Glasgow nel 1901 in cerca di sicurezze economiche.
Il nuovo stile di vita cittadino di Glasgow, portò molti problemi alla famiglia di Muir, tanto che il padre, la madre e i due fratelli di Muir morirono entro cinque anni.
A Glasgow, Muir lavorò inizialmente come impiegato d'ufficio e successivamente presso un'azienda di carbonizzazione delle ossa.
Iniziò a scrivere poesie nel 1913, però subito dopo si impegnò con il 
giornalismo, collaborando con la rivista New Age (1916)
Nel 1919 sposò Wilhelmina "Willa" Anderson, insegnante e linguista, che lo invitò a trasferirsi a Londra, per proseguire la sua attività di giornalismo e per seguire un corso di psicoanalisi per affrontare le paure e i sensi di colpa legati sia alla sua infanzia sia alle morti nella sua famiglia e per liberarsi dalle ombre che lo ossessionavano.
Muir trovò lavorò come impiegato e collaborò con i periodici come l'Athenaeum, lo Scotsman e il Freeman, prima di soggiornare, dal 1921 a Praga e successivamente a Dresda, Salisburgo, in Italia e a Vienna,dove svolse l'attività di insegnante di inglese.
Nel corso degli Anni venti Muir si mise in luce come critico, con opere come Latitudini (Latitudes, 1924) e La struttura del romanzo (The Structure of the Novel, 1928), e assieme alla moglie tradusse Gerhart Hauptmann, Franz Kafka e Lion Feuchtwanger, tra gli altri.
Le sue opere di poesia pubblicate in questo periodo furono Prime poesie (First Poems, 1925) e Coro degli ultimi morti (Chorus of the Newly Dead, 1926).
I Muir tornarono in Inghilterra nel 1927, lo stesso anno in cui fu pubblicato il primo romanzo di Muir, La marionetta (The Marionette, 1927), ambientato a Salisburgo e il cui protagonista è un ragazzo ottuso coinvolto da un teatro di marionette, e Muir negli anni seguenti si stabilizzò un po' in Inghilterra e un po' in Scozia.
Negli Anni trenta scrisse una biografia del leader calvinista, John Knox, i romanzi autobiografici I tre fratelli (The Three Brothers, 1931) e Povero Tom (Poor Tom, 1932), incentrati sulla morte della madre e dei fratelli, poesie in Variazioni su un tema del tempo (Variations on a Time Theme, 1934).
Negli Anni quaranta venne nominato direttore del British Council e visse dapprima a Praga, poi a Roma, e realizzò molte opere poetiche importanti, tra le quali l'autobiografico la storia e la favola (The Story and the Fable, 1940), Il posto stretto (The Narrow Place, 1943), Il viaggio e altri poemi (The Voyage and Other Poems, 1946), Il labirinto (The Labyrinth, 1949).
Tornò in Scozia nel 1950, prima di insegnare alla Università di Harvard intorno al 1955 per poi infine ritornare in Inghilterra per scrivere l'ultima sua raccolta di poesie Un piede in paradiso (One Foot in Eden, 1956).
Muir morì a Swaffham Prior, vicino a Cambridge, nel 1959.
Se nelle prime raccolte poetiche le tematiche principali riguardarono la perdita dell'innocenza dopo il suo abbandono delle isole Orcadi, le opere successive furono intrise di allusioni mitiche e bibliche, di folclore, di sogni, della lotta tra il bene e il male, della natura del destino umano, della distruttività del tempo e del potere dell'amore.
Catartica appare una delle sue poesie tarde, intitolata Gli strani cavalli (The Strange Horses, 1956), tragica visione di un mondo distrutto a causa dell'umanità, ma ancora in grado, dopo la tragedia, di ritrovare una nuova innocenza.
Oggi Muir è considerato come una delle personalità fondamentali del moderno Rinascimento letterario scozzese, sia per la sua poesia sia per il suo libro Scott e Scozia (Scott and Scotland, 1936), in cui affermò che la letteratura scozzese avrebbe maggiore successo e diffusione internazionale se scritta in inglese, una convinzione che ricevette qualche critica, come quelle di Hugh MacDiarmid.

## Opere
- Latitudini (Latitudes, 1924);
- Prime poesie (First Poems, 1925);
- Coro degli ultimi morti (Chorus of the Newly Dead, 1926);
- La marionetta (The Marionette, 1927);
- La struttura del romanzo (The Structure of the Novel, 1928);
- I tre fratelli (The Three Brothers, 1931);
- Povero Tom (Poor Tom, 1932);
- Variazioni su un tema del tempo (Variations on a Time Theme, 1934);
- Scott e Scozia (Scott and Scotland, 1936);
- la storia e la favola (The Story and the Fable, 1940);
- Il posto stretto (The Narrow Place, 1943);
- Il viaggio e altre poesie (The Voyage and Other Poems, 1946);
- Il labirinto (The Labyrinth, 1949);
- Un piede in paradiso (One Foot in Eden, 1956).